# هونیگمن
هونیگمن (عبری: הוניגמן‎) شرکت کالای لوکس اسرائیلی است، که در سال ۱۹۴۷ تأسیس شد.